# Флаги Хакасии
Список флагов муниципальных образований Республики Хакасия Российской Федерации.
На 1 января 2020 года в Хакасии насчитывалось 100 муниципальных образований — 5 городских округов, 8 муниципальных районов, 4 городских и 83 сельских поселений.

## Флаги городских округов
| Флаг | Наименование                                     | Дата утверждения | Номер в ГГР |
| ---- | ------------------------------------------------ | ---------------- | ----------- |
|      | Флаг муниципального образования город Абакан     | 29 апреля 2003   | не внесён   |
|      | Флаг муниципального образования город Абаза      | 25 марта 2019    | 12500       |
|      | Флаг муниципального образования город Саяногорск | 29 сентября 2008 | 4437        |

| Флаг | Наименование                                     | Дата утверждения | Номер в ГГР |
| ---- | ------------------------------------------------ | ---------------- | ----------- |
|      | Флаг муниципального образования город Сорск      | 28 ноября 2006   | 3269        |
|      | Флаг муниципального образования город Черногорск | 30 ноября 2004   | 1735        |

## Флаги муниципальных районов
| Флаг | Наименование                                     | Дата утверждения | Номер в ГГР |
| ---- | ------------------------------------------------ | ---------------- | ----------- |
|      | Флаг муниципального образования Алтайский район  | 18 февраля 2016  | 10786       |
|      | Флаг муниципального образования Аскизский район  | 28 марта 2008    | 4126        |
|      | Флаг муниципального образования Бейский район    | 22 октября 2012  |             |
|      | Флаг муниципального образования Бейский район    | 2 декабря 2013   | 8356        |
|      | Флаг муниципального образования Боградский район | 10 июня 2010     | 6372        |

| Флаг | Наименование                                            | Дата утверждения | Номер в ГГР |
| ---- | ------------------------------------------------------- | ---------------- | ----------- |
|      | Флаг муниципального образования Орджоникидзевский район | 22 ноября 2011   | 7337        |
|      | Флаг муниципального образования Таштыпский район        | 5 февраля 2009   | 4720        |
|      | Флаг муниципального образования Усть-Абаканский район   | 11 октября 2012  | 7979        |
|      | Флаг муниципального образования Ширинский район         | 29 мая 2014      | 9433        |

## Флаги сельских поселений
| Флаг | Наименование                                                            | Дата утверждения | Номер в ГГР |
| ---- | ----------------------------------------------------------------------- | ---------------- | ----------- |
|      | Флаг муниципального образования Таштыпский сельсовет Таштыпского района | 1 марта 2013     | 8350        |

## Упразднённые флаги
| Флаг | Наименование                                     | Дата утверждения | Дата отмены      |
| ---- | ------------------------------------------------ | ---------------- | ---------------- |
|      | Флаг муниципального образования город Саяногорск | 14 апреля 2004   | 29 сентября 2008 |
|      | Флаг муниципального образования Боградский район | 18 мая 2010      | 10 июня 2010     |

| Флаг           | Наименование                                                            | Дата утверждения | Дата отмены |
| -------------- | ----------------------------------------------------------------------- | ---------------- | ----------- |
|                | Флаг муниципального образования Ширинский район                         | 12 июля 2012     |             |
|                | Флаг муниципального образования Таштыпский сельсовет Таштыпского района | 19 сентября 2012 |             |
| 15 ноября 2012 | Флаг муниципального образования Таштыпский сельсовет Таштыпского района | 1 марта 2013     |             |